# نورمان إتش ستال
نورمان إتش ستال (بالإنجليزية: Norman H. Stahl)‏ (و. 1931 – م) هو قاضي، ومحامي من الولايات المتحدة الأمريكية. ولد في مانتشستر, نيو هامبشير.

## التعليم
تعلم في جامعة تافتس، وكلية هارفارد للحقوق.